# Breitling
A Breitling S.A. egy független svájci óragyártó vállalat, amely kivételes minőségű és felszereltségű luxus- és sportóráiról ismert. Órái legfőképp a légi- (Navitimer, Aerospace) és vízisportok (Aeromarine) szerelmeseit célozzák meg, de a prémium kategóriás szerkezetekre (Breitling for Bentley) is legalább ugyanúgy fókuszál.
A márka hivatalos főtámogatója a népszerű Red Bull Air Race-nek, melyen külön csapatot is indít Nigel Lamb-el az élen.

## Története
- A családi vállalkozás 1884-ben kezdte meg működését Léon Breitling órásmester kezdeményezésével a svájci St. Imier-béli műhelyben. Célja a professzionális időmérők készítése sportolóknak, tudósoknak és mindenkinek akinek fontos volt a precíz időmérés.  Nyolc évvel a kezdet után, 1892-ben - a hirtelen megnövekedett kereslet miatt - Léon Breitling áthelyezte a cég székhelyét az ország akkori óragyártó fővárosába, La Chaux-de-Fonds-ba. Az alapítótól 1914-ben fia, Gaston Breitling vette át a céget és egy évvel később előállt az első - kifejezetten pilótáknak tervezett - kézi kronográffal. Szintén úttörőként, 1923-ban a Breitling cég elkészítette az első olyan kézi kronográfot, amely külön indító-, megállító- és nullázó-gombbal rendelkezett. (Az eddigi mérőeszközöknél ez csak a korona mozgatásával volt lehetséges.) 1932-től Gaston fiával, Willy Breitlinggel az élen folytatódott a munka a még mindig családi kézben lévő manufaktúrában. A cég 1936-ban vált a Brit Királyi Légierő hivatalos partnerévé és ettől kezdve szállította a pilóták óráit.
- 1942-ben útjára indult a Chronomat termékcsalád, ami az első logarléccel egybeépített óra. Ugyanebben az évben vette kezdetét az együttműködés az amerikai légierővel is.
- 1952-ben jelent meg a Navitimer sorozat első tagja, ami rendkívüli sikerre tesz szert a pilóták körében, köszönhetően a gyors és praktikus "fedélzeti számítógépnek". A körkörös logarléc és repülési adatokhoz igazított "számológép" itt mutatkozott be elsőként, a Chronomat továbbfejlesztéseként.
- 1969-ben bejelentették, hogy a Hamilton-Büren és Heuer-Leonidas manufaktúrákkal való együttműködésben kifejlesztették az első automata felhúzású óraszerkezetet, a Caliber11-et.
- Az 1970-es évek során elszenvedett válság után 1979-ben Ernest Schneider pilóta és órásmester került a cég élére és azt ismét talpra állította.
- 1995-ben jelent meg a Breitling Emergency. Az óra különlegessége, hogy vész esetén egy kapcsoló segítségével a 121,5 MHz-es frekvencián segélykérő jeleket ad le. Így a szerencsétlenül járt pilótának jelentősen megnő a túlélési esélye.
- 1999-től kezdve - szintén elsőként a világon - az összes új Breitling óra megkapja a COSC minőségi tanúsítványt és csak ezután kerül kereskedelmi forgalomba. Ez egy újabb garancia a minőségre és megbízhatóságra, mivel még a Svájcban készülő összes óra közül is csak körülbelül 3% felel meg ennek a szigorú minőségbiztosítási előírásoknak.[forrás?]
- 2001-ben mutatkozott be a SuperQuartz™ technológia, ami a jelenlegi kvarcórák pontosságát egy nagyságrenddel haladja meg, így az éves eltérés minden esetben 10 másodperc alatt marad.
- 2003-ban indult útjára a Breitling for Bentley termékcsalád, mint az angol Bentley autógyárral való együttműködés eredménye.
- 2009-ben készült el a cég első, teljesen belsőleg kifejlesztett mechanikus óraszerkezete, a B01-es.

## Termékválasztéka
| Család       | Modell                          |
| Navitimer    | Navitimer                       |
| Navitimer    | Navitimer World                 |
| Navitimer    | Cosmonaute                      |
| Navitimer    | Montbrillant                    |
| Navitimer    | Montbrillant Légende            |
| Navitimer    | Montbrillant Olympus            |
| Navitimer    | Montbrillant Datora             |
| Navitimer    | Chrono-Matic 49                 |
| Navitimer    | Chrono-Matic 1461               |
| Navitimer    | Chrono-Matic QP                 |
| Windrider    | Chronomat B01                   |
| Windrider    | Chronomat                       |
| Windrider    | Cockpit                         |
| Windrider    | Chrono Cockpit                  |
| Windrider    | Cockpit Lady                    |
| Windrider    | Starliner                       |
| Windrider    | Blackbird                       |
| Professional | Emergency                       |
| Professional | Aerospace                       |
| Professional | Airwolf                         |
| Professional | Airwolf Raven                   |
| Professional | Skyracer                        |
| Professional | Skyracer Raven                  |
| Professional | Co-Pilot                        |
| Aeromarine   | Super Avenger                   |
| Aeromarine   | Avenger                         |
| Aeromarine   | Avenger Seawolf Chrono          |
| Aeromarine   | Avenger Seawolf                 |
| Aeromarine   | Avenger Seawolf Chrono          |
| Aeromarine   | Chrono Superocean               |
| Aeromarine   | Superocean                      |
| Aeromarine   | Superocean Steelfish            |
| Aeromarine   | Superocean Héritage Chronograph |
| Aeromarine   | Superocean Héritage 46          |
| Aeromarine   | Superocean Héritage 38          |
| Aeromarine   | Chrono Colt                     |
| Aeromarine   | Colt GMT                        |
| Aeromarine   | Colt GMT+                       |
| Aeromarine   | Colt Automatic                  |
| Aeromarine   | Colt Quartz                     |
| Aeromarine   | Colt Oceane                     |

## Külső hivatkozások
- A Breitling hivatalos weboldala
- Magyar nyelvű honlap
- Angol nyelvű blog sok hasznos információval
- Hivatalos ismertető az órák szervizeléséről
- COSC
- Trendmagazin.hu Archiválva 2010. december 10-i dátummal a Wayback Machine-ben
- Krono.hu